# Leichtathletik-Weltmeisterschaften 1983/110 m Hürden der Männer

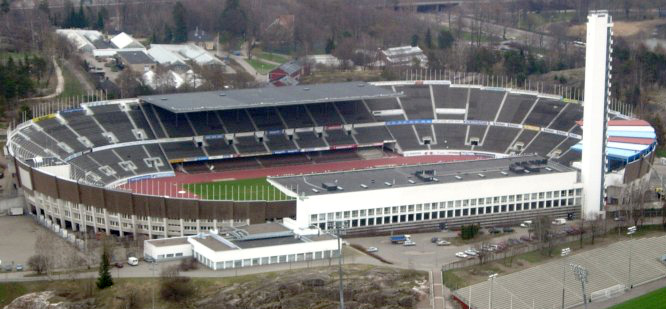
Das Olympiastadion in Helsinki

Der 110-Meter-Hürdenlauf der Männer bei den Leichtathletik-Weltmeisterschaften 1983 fand am 11. und 12. August 1983 in Helsinki, Finnland, statt.
28 Athleten aus 24 Ländern nahmen an dem Wettbewerb teil. Die Hürdensprinter aus den Vereinigten Staaten sicherten sich mit Gold und Bronze zwei Medaillen. Die Goldmedaille gewann Greg Foster nach 13,42 s, Silber ging an den zweifachen EM-Dritten (1978/1982) Arto Bryggare aus Finnland mit 13,46 s. Die Bronzemedaille sicherte sich Willie Gault mit 13,48 s.

## Rekorde
Vor dem Wettbewerb galten folgende Rekorde:
| Weltrekord               | Renaldo Nehemiah                                                            | 12,93 s                                                                     | Weltklasse Zürich, Schweiz                                                  | 19. August 1981                                                             |
| Weltmeisterschaftsrekord | Es gab noch keine WM-Rekorde, die Veranstaltung wurde erstmals ausgetragen. | Es gab noch keine WM-Rekorde, die Veranstaltung wurde erstmals ausgetragen. | Es gab noch keine WM-Rekorde, die Veranstaltung wurde erstmals ausgetragen. | Es gab noch keine WM-Rekorde, die Veranstaltung wurde erstmals ausgetragen. |

Der WM-Rekord wurde nach und nach auf zuletzt 13,22 s gesteigert (Greg Foster, Vereinigte Staaten im Halbfinale am 12. August 1983).

## Vorläufe
11. August 1983
Aus den vier Vorläufen qualifizierten sich die jeweils drei Ersten jedes Laufes – hellblau unterlegt – und zusätzlich die vier Zeitschnellsten – hellgrün unterlegt – für das Halbfinale.

### Lauf 1
Wind: +1,1 m/s
| Platz | Athlet           | Land                            | Zeit (s) |
| ----- | ---------------- | ------------------------------- | -------- |
| 1     | Mark McKoy       | Kanada                          | 13,53 CR |
| 2     | Thomas Munkelt   | Deutsche Demokratische Republik | 13,61    |
| 3     | Wenzislaw Radew  | Bulgarien                       | 13,78    |
| 4     | Mark Holtom      | Vereinigtes Königreich          | 13,85    |
| 5     | Béla Bodó        | Ungarn                          | 13,91    |
| 6     | Modesto Castillo | Dominikanische Republik         | 13,93    |
| 7     | Tim Soper        | Neuseeland                      | 14,28    |

### Lauf 2
Wind: +1,9 m/s
| Platz | Athlet            | Land               | Zeit (s) |
| ----- | ----------------- | ------------------ | -------- |
| 1     | Arto Bryggare     | Finnland           | 13,44 CR |
| 2     | Willie Gault      | Vereinigte Staaten | 13,66    |
| 3     | Alejandro Casañas | Kuba               | 13,70    |
| 4     | Liviu Giurgian    | Rumänien           | 13,98    |
| 5     | Stéphane Caristan | Frankreich         | 14,10    |
| 6     | Július Ivan       | Tschechoslowakei   | 14,28    |
| 7     | Gary Bullard      | Bahamas            | 14,31    |

### Lauf 3
Wind: +1,9 m/s
| Platz | Athlet            | Land                            | Zeit (s) |
| ----- | ----------------- | ------------------------------- | -------- |
| 1     | Greg Foster       | Vereinigte Staaten              | 13,41 CR |
| 2     | György Bakos      | Ungarn                          | 13,61    |
| 3     | Javier Moracho    | Spanien                         | 13,62    |
| 4     | Andreas Oschkenat | Deutsche Demokratische Republik | 13,80    |
| 5     | Ion Oltean        | Rumänien                        | 13,97    |
| 6     | Yu Zhicheng       | Volksrepublik China             | 14,43    |
| 7     | San Chai Kim      | Kampuchea                       | 16,26    |

### Lauf 4
Wind: +2,1 m/s
| Platz | Athlet             | Land               | Zeit (s) |
| ----- | ------------------ | ------------------ | -------- |
| 1     | Sam Turner         | Vereinigte Staaten | 13,62    |
| 2     | Don Wright         | Australien         | 13,70    |
| 3     | Andrei Prokofjew   | Sowjetunion        | 13,90    |
| 4     | Daniele Fontecchio | Italien            | 14,05    |
| 5     | Wu Ching-jing      | Chinesisch Taipeh  | 14,24    |
| 6     | Axel Schaumann     | BR Deutschland     | 14,40    |
| 7     | Daniel Ololo       | Gabun              | 14,93    |

## Halbfinale
12. August 1983
Aus den zwei Halbfinalläufen qualifizierten sich die jeweils vier Ersten jedes Laufes – hellblau unterlegt – für das Finale.

### Lauf 1
Wind: +0,9 m/s
| Platz | Athlet            | Land                            | Zeit (s) |
| ----- | ----------------- | ------------------------------- | -------- |
| 1     | Greg Foster       | Vereinigte Staaten              | 13,22 CR |
| 2     | Willie Gault      | Vereinigte Staaten              | 13,48    |
| 3     | Thomas Munkelt    | Deutsche Demokratische Republik | 13,62    |
| 4     | György Bakos      | Ungarn                          | 13,66    |
| 5     | Andrei Prokofjew  | Sowjetunion                     | 13,76    |
| 6     | Mark Holtom       | Vereinigtes Königreich          | 13,79    |
| 7     | Modesto Castillo  | Dominikanische Republik         | 14,23    |
|       | Alejandro Casañas | Kuba                            | DNS      |

### Lauf 2
Wind: −0,7 m/s
| Platz | Athlet            | Land                            | Zeit (s) |
| ----- | ----------------- | ------------------------------- | -------- |
| 1     | Arto Bryggare     | Finnland                        | 13,50    |
| 2     | Sam Turner        | Vereinigte Staaten              | 13,65    |
| 3     | Mark McKoy        | Kanada                          | 13,73    |
| 4     | Wenzislaw Radew   | Bulgarien                       | 13,82    |
| 5     | Javier Moracho    | Spanien                         | 13,92    |
| 6     | Andreas Oschkenat | Deutsche Demokratische Republik | 13,93    |
| 7     | Don Wright        | Australien                      | 14,28    |
|       | Béla Bodó         | Ungarn                          | DNS      |

## Finale

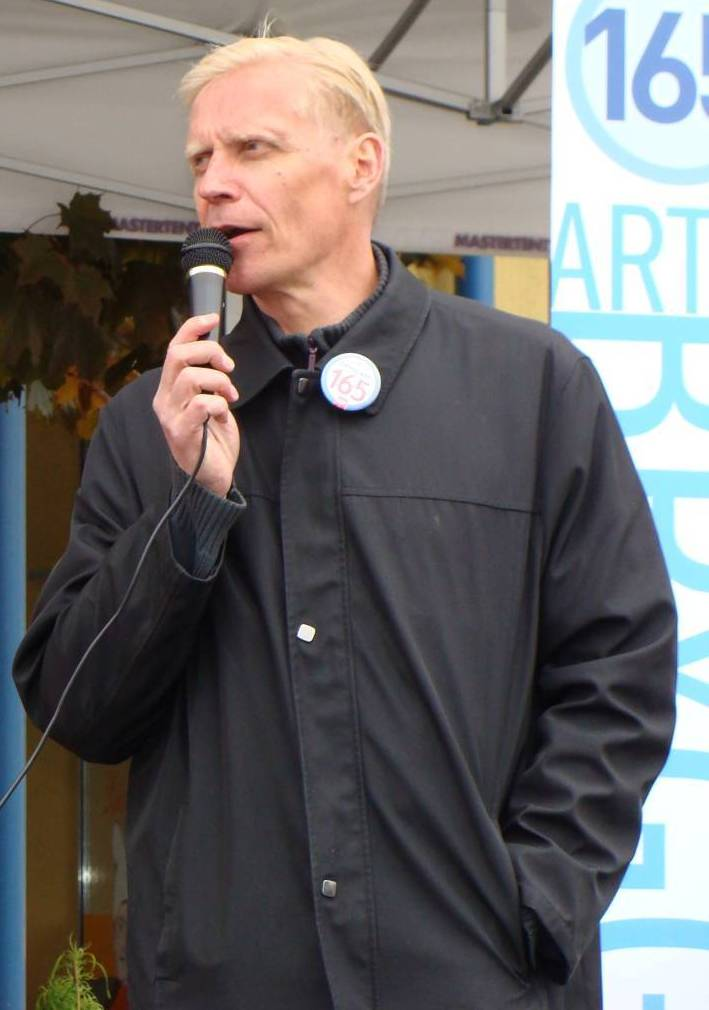
Silbermedaillengewinner Arto Bryggare
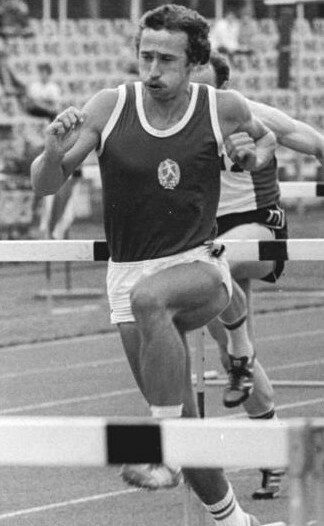
Rang fünf für Thomas Munkelt

12. August 1983
Wind: +1,3 m/s
| Platz | Athlet          | Land                            | Zeit (s) |
| ----- | --------------- | ------------------------------- | -------- |
|       | Greg Foster     | Vereinigte Staaten              | 13,42    |
|       | Arto Bryggare   | Finnland                        | 13,46    |
|       | Willie Gault    | Vereinigte Staaten              | 13,48    |
| 4     | Mark McKoy      | Kanada                          | 13,56    |
| 5     | Thomas Munkelt  | Deutsche Demokratische Republik | 13,66    |
| 6     | György Bakos    | Ungarn                          | 13,68    |
| 7     | Wenzislaw Radew | Bulgarien                       | 13,73    |
| 8     | Sam Turner      | Vereinigte Staaten              | 13,82    |

## Video
- Uncut - 110m Hurdles Men Final Helsinki 1983 auf youtube.com, abgerufen am 30. März 2020